# La Haie-Traversaine
La Haie-Traversaine è un comune francese di 511 abitanti situato nel dipartimento della Mayenne nella regione dei Paesi della Loira.

## Società

### Evoluzione demografica
Abitanti censiti